# Wschodnia Batyżowiecka Przełęcz
Wschodnia Batyżowiecka Przełęcz (słow. Východné Batizovské sedlo) – przełęcz w głównej grani Tatr, będąca głębszym z dwóch siodeł na odcinku położona pomiędzy Batyżowieckim Szczytem (Batizovský štít, 2448 m n.p.m.) a Zadnim Gerlachem (Zadný Gerlach, 2616 m). Drugie siodło, położone dalej na zachód, to Zachodnia Batyżowiecka Przełęcz (Zapadné Batizovské sedlo). Pomiędzy Zachodnią a Wschodnią Batyżowiecką Przełęczą znajdują się Batyżowieckie Czuby. Na północ od przełęczy położone jest  górne piętro Doliny Kaczej, a na południe – Doliny Batyżowieckiej. W grani opadającej na przełęcz z Zadniego Gerlacha wznosi się Targana Turnia (Biskupská čiapka).
Dawniej przełęcz nazywano Batyżowiecką Przełęczą (Batizovské sedlo), bardziej precyzyjna nazwa powstała po wyodrębnieniu Zachodniej Batyżowieckiej Przełęczy.
Na przełęcz nie prowadzi żaden szlak turystyczny, nie jest też wykorzystywana przez taterników. Jej nazwa pochodzi od położonej pod nią Doliny Batyżowieckiej.
Pierwszego wejścia dokonali Janusz Chmielowski, Adam Kroebl, Klemens Bachleda i Jan Bachleda Tajber 5 września 1903 r.